# Samsung Kies
Samsung Kies /ˈkiːs/ KEESS là một Phần mềm ứng dụng miễn phí dùng để giao tiếp giữa Windows hoặc hệ điều hành Macintosh, và được dùng trên các thiết bị điện thoại di động và máy tính bảng của Samsung, thường sử dụng một dây cáp USB để kết nối (mặc dù Kies kết nối qua WLAN có thể sử dụng trên một số thiết bị).

## Tên
Tên "Kies" ban đầu là một chữ viết tắt K.I.E.S., hoặc "Key Intuitive Easy System", được sử dụng cho đến KIES phiên bản 2.0. Sau phiên bản 2.0, tên đã được rút ngắn thành "Kies", và việc sử dụng "K.I.E.S." như một từ viết tắt đã bị ngưng.

## Phiên bản
Kies gồm 2 phiên bản: phiên bản đầy đủ, mà hầu hết bài viết này đề cập đến, và phiên bản Kies Mini, dùng chỉ để cập nhật hệ điều hành (phiên bản OS) cho thiết bị điện thoại Samsung. Trong khi sản phẩm Kies đầy đủ có thể cập nhật phiên bản OS của nhiều thiết bị Samsung, hầu hết các thiết bị của họ có thể cập nhật phiên bản OS chỉ sử dụng Kies Mini.  Mặc dù cả hai phiên bản Windows và Mac(intosh) của sản phẩm Kies đầy đủ, chỉ có một phiên bản của Kies Mini trên Windows dành cho hầu hết thiết bị Samsung; do đó, nhiều người sở hữu máy tính Mac muốn cập nhật nói rằng: nếu muốn cập nhật phiên bản OS của thiết bị Samsung thì họ phải thuê hoặc mượn máy tính Windows để họ có thể cài đặt tạm thời Kies Mini, và sau đó kết nối thiết bị điện thoại Samsung của họ thông qua dây cáp USB để thực hiện cập nhật phiên bản OS.
Mặc dù hầu hết kết nối Kies đều theo kiểu truyền thống là qua dây cáp USB, hoặc có thể kết nối mạng WLAN giữa một thiết bị Samsung trên ứng dụng Android Kies Wireless  đang chạy, và bất kì máy tính Windows hoặc Macintosh bất kỳ đang chạy phiên bản Kies đầy đủ.  Ứng dụng Kies Wireless cũng hỗ trợ kết nối wireless với thiết bị khác thông qua trình duyệt web. Tất cả các kết nối như vậy, mặc dù, mặc dù phải được thông qua kết nối Wi-Fi tại nhà (và không qua nhà mạng 2G, 3G, hoặc mạng dữ liệu 4G) trong đó tất cả thiết bị tham gia đều trên cùng Wi-Fi LAN.
Phiên bản đầy đủ của Kies có thể tải xuống từ Trung tâm tải xuống toàn cầu Samsung hoặc từ tải xuống một phần của trang hỗ trợ công nghệ của thiết bị điện thoại trên trang web Samsung. Với vài ngoài lệ, nó thường chỉ có phiên bản Kies Mini, và không có phiên bản đầy đủ, mà thường tải về từ một trang hỗ trợ công nghệ cá nhân cho thiết bị Samsung.

## Sử dụng
Ứng dụng có những chức năng sau:
- Sao lưu dữ liệu
- Chuyển đổi dữ liệu (giữa một Windows hoặc Mac PC, và một thiết bị di động Samsung), giới hạn tập tin media nhất định
- Quản lý đa phương tiện (âm thanh, hình ảnh, video,...), nhưng giới hạn định dạng nhất định; ví dụ, Kies nhận được tập tin.avi
- Mua hàng/mua thêm hoặc tính năng thiết bị đặc biệt
- Nâng cấp Firmware cho thiết bị và hệ điều hành (phiên bản OS)

Phần mềm này có chứa Nội dung SAFER Lưu trữ ngày 19 tháng 10 năm 2014 tại Wayback Machine từ công ty Hàn Quốc MarkAny, cho công tác phòng chống sao chép bất hợp pháp và phân phối các nội dung đa phương tiện.

## Thiết bị hỗ trợ
Đây là danh sách của một số thiết bị hiện đang được hỗ trợ bởi phần mềm Samsung Kies:
| - Samsung Galaxy 3 - Samsung Galaxy Ace Plus - Samsung Galaxy Express - Samsung Galaxy Gio - Samsung Galaxy Mini - Samsung Galaxy Grand - Samsung Galaxy Grand 2 - Samsung Galaxy Note - Samsung Galaxy Note II (Kies 3) - Samsung Galaxy Note 3 (Kies 3) - Samsung Galaxy R - Samsung Galaxy S - Samsung Galaxy S II - Samsung Galaxy S III - Samsung Galaxy S III Mini - Samsung Galaxy S IIIα - Samsung Galaxy S4 - Samsung Galaxy S4 Mini - Samsung Galaxy S4 Zoom - Samsung Galaxy S5 - Samsung Galaxy S Advance - Samsung Galaxy S Duos (GT-S7562) - Samsung Galaxy S Plus - Samsung Galaxy SL I9003 - Samsung Galaxy Spica - Samsung Galaxy Trend - Samsung Galaxy Trend Plus - Samsung C3112 - Samsung C6625 - Samsung Champ Camera 3303 | - Samsung Corby Pro GT-B5310 - Samsung DUOS GT-S7562 - Samsung Galaxy Europa GT-i5500 - Samsung Galaxy Mini GT-S5570 - Samsung Galaxy Pro (GT-B75100) - Samsung Galaxy Tab - Samsung Galaxy Tab 2 7.0 - Samsung Galaxy Tab 2 10.1 - Samsung Galaxy Tab 3 10.1 - Samsung Galaxy Tab 7.0 Plus - Samsung Galaxy Tab 7.7 - Samsung Galaxy Tab 8.9 - Samsung Galaxy Tab 10.1 - Samsung Galaxy W - Samsung Galaxy Y - Samsung Galaxy Y Pro - Samsung GT-C3200 - Samsung GT-C3330 Champ 2 - Samsung GT-C6712 STAR II Duos - Samsung GT-E2652 - Samsung GT-S3370 - Samsung GT-S3850 Corby2 - Samsung GT-S5233S - Samsung GT-S5292 - Samsung GALAXY 3 GT-i5801 - Samsung i8910HD - Sidekick 4G |

- Ghi chú: Tính đến  ngày 2 tháng 9 năm 2012, Samsung Android ADB driver phiên bản 2.9.503.726 bị hỏng (màn hình xanh chết), và khi cài đặt không nhận ra thiết bị Samsung (báo lỗi "Thiếu ID phần cứng sản xuất").[cần dẫn nguồn]
- Tính đến  ngày 1 tháng 6 năm 2013 Đã có một báo cáo (giữa 4 và 10) rằng Kies Tab 7 và Windows 8 không tương thích. Một số người dùng lưu ý rằng sau khi cài Kies trên thiết bị HP của họ, Smart Drives bỏ báo cáo đến BIOS, kết quả là chết laptop.[cần dẫn nguồn]
- Cho Android 2.3.x - 4.2.x - Kies
- Cho Android 4.3.x - 4.4.x - Kies 3

## Yêu cầu hệ thống
| OS                                                  | CPU                                          | RAM                               | HDD trống             | Độ phân giải màn hình             | Yêu cầu phần mềm |
| --------------------------------------------------- | -------------------------------------------- | --------------------------------- | --------------------- | --------------------------------- | --- |
| Windows XP SP3, Windows Vista, Windows 7, Windows 8 | Intel Pentium 1.8 GHz hoặc cao hơn (yêu cầu) | 1.00 GB (tối thiểu), 2 GB yêu cầu | Tối thiểu 500 MB      | 1024 × 768 (600), 32 bit hoặc hơn | .NET Framework 3.5 SP1 hoặc mới hơn, Windows Media Player 10 hoặc mới hơn, ActiveSync (Windows XP), Device Center (Windows Vista), DirectX 9.0C hoặc mới hơn |
| Mac OS 10.5~ 10.6 (*Samsung Kies mini)              | 1.8 GHz Intel hoặc nhanh hơn                 | 512 MB hoặc hơn                   | 30 MB bộ nhớ đĩa cứng |                                   | Wave (GT-S8500) Nâng cấp firmware có sẵn cho bada 1.2 hoặc mới hơn. Wave II (GT-S8530)                                                                       |

## Liên kết
- Website chính thức